# Пархоменко Наталія Миколаївна
Ната́лія Микола́ївна Пархо́менко — (нар. 08 липня 1972 року, Київська область, Чорнобильський р-н) доктор юридичних наук, професор, член-кореспондент НАН України та член-кореспондент Національної академії правових наук України, Заслужений юрист України, завідувач відділу теорії держави і права Інституту держави і права імені В. М. Корецького НАН України.

## Життєпис
У 1995 р. закінчила Державний педагогічний університет ім. М. П. Драгоманова (спеціальність — історія і правознавство); у 2001 р. Київський університет права (спеціальність «Правознавство»). З 1995 р. працює в Інституті держави і права ім. В. М. Корецького НАН України, де обіймала посади стажиста-дослідника, молодшого наукового співробітника, з 1999 р. — 2022 р. — вчений секретар Інституту держави і права ім. В. М. Корецького HAH України; 2022 р. і дотепер — завідувач відділу теорії держави і права Інституту держави і права імені В. М. Корецького НАН України.
У 1998 р. захистила дисертацію на здобуття наукового ступеня кандидата юридичних наук на тему «Договір у системі форм права України». У 2003 р присвоєно вчене звання старшого наукового співробітника. У 2009 р. захистила дисертацію на здобуття наукового ступеня доктора юридичних наук на тему: «Джерела права: теоретико-методологічні засади». Вчене звання професора присвоєно у 2012 р. Обрана членом-кореспондентом Національної академії правових наук України у 2020 році, а у 2021 році — член-кореспондентом НАН України.
Напрями наукової діяльності — проблеми теорії держави і права, конституційного права і порівняльного правознавства. Значна увага приділяється аналізу таких проблемних питань як: форма права, джерело права, систематизація законодавства, законність, юридична сила, правові акти, правова система та система права, правопорядок, конституціоналізація правопорядку, гармонізація законодавства та його доктринальне тлумачення, права і свободи людини, правовий світогляд, правовий прогрес та ін.
Опублікувала понад 280 наукових та навчально-методичних праць, серед яких 4 індивідуальні монографії: «Договір у системі форм права України» (1998), «Джерела права: проблеми теорії та методології» (2008), «Розвиток законодавства України в контексті конституціоналізації, євроінтеграції та забезпечення прав людини» (2016), «Парадигма правового регулювання в Україні: змістово-інструментальні виміри» (2023), а також розділи у колективних монографіях: «Вступ до теорії правових систем» (2006), «Теоретичні проблеми реалізації прав і свобод людини та громадянина в Україні» (2007), «Порівняльне правознавство (теоретико-правове дослідження)» (2007), «Теорія держави і права: навчальний посібник» (2007), «Порівняльне правознавство (правові системи світу)» (2008), «Загальна теорія держави і права (основні поняття, категорії, правові конструкції та наукові концепції)» (2008), «Сприйняття права в умовах демократичного розвитку: проблеми, реалії, перспективи» (2008), «Верховенство права як принцип правової системи: проблеми теорії» (2009), «Інститут юридичної відповідальності у демократичних правових системах» (2009), «Верховенство права як принцип правової системи: проблеми теорії» (2009), «Дія права: інтегративний аспект» (2010); «Джерела конституційного права України» (2010); «Соціальний вимір правової системи: реалії та перспективи» (2011); «Механізм гармонізації законодавства України з європейським та міжнародним правом: поняття та зміст» (2011); «Правові системи сучасності: навчальний посібник для магістрів права» (2012), «Правова доктрина України: у 5 т. Т. 1: Загальнотеоретична та історична юриспруденція» (2013 (укр.), 2015 (англ.), «Теорія держави і права. Навчальний посібник» (2013), «Теорія і практика конституціоналізації галузевого законодавства України» (2013), «Національні тенденції та міжнародний досвід сучасного право розуміння» (2013), «Відповідальність у праві: філософія, історія, теорія» (2014), «Конституційний процес в Україні та світовий досвід конституціоналізму» (2014), «Принцип рівності у праві: теорія і практика» (2014), «Трансформація правової ідеології у контексті сучасних викликів» (2016), «Методологія в праві» (2017), «Актуальні проблеми права Польщі та України» (2018), «Громадянське суспільство в Україні: сучасний стан, виклики, стратегія модернізації» (2018, 2019), «Право і прогрес: запити громадянського суспільства» (2020), «Право у сучасному політичному житті» (2020), «Новий шлях до права» (2021), Правовий порядок та правовий режим в Україні. 2022 (співавт.);  Правова доктрина і державність: вектор взаємозв'язку. 2022 (співавт.), Правотворення і правотворчість в умовах воєнного стану та миробудівництва (2023, співавт.), Оптимізація правотворчої діяльності: теоретико-правові засади (2025, співавт.) та ін.
```
	Підготувала та захистила 15 кандидатів та 2 доктори юридичних наук.
```

Член спеціалізованих вчених рад Інституту держави і права імені В. М. Корецького НАН України.
Відповідальний редактор щорічника наукових праць «Правова держава», заступник головного редактора науково-практичного юридичного журналу «Альманах права», член редколегії журналів «ScienceRise: Juridical Science», «Держава і право», «Право України».
Голова Ради науково-правових експертиз при Інституті держави і права ім. В. М. Корецького НАН України.
Заслужений юрист України (2009). Нагороджена Почесною грамотою Міністерства України у справах сім'ї, молоді та спорту за сумлінну плідну працю та значний вклад в реалізацію державної політики, відданість справі (м. Київ, 2007); нагрудним знаком «Знак пошани» (2008); Почесною грамотою Верховної Ради України (2004); Почесною грамотою Президії НАН України та ЦК профспілки НАН України (2019) тощо. Оголошено Подяку Прем'єр-міністра України (2017). Лауреат Всеукраїнського конкурсу на краще юридичне видання (2003); Премія імені Ярослава Мудрого за видатні досягнення в науково-дослідницькій діяльності з проблем правознавства (2007); Премія НАН України ім. М. П. Василенка (2011), Премія імені Ярослава Мудрого у номінації «За підготовку й видання підручників для студентів юридичних спеціальностей вищих навчальних закладів освіти» (2014).